# Bradysia coprophila
Bradysia coprophila là một ruồi trong họ Sciaridae, thuộc chi Bradysia. Loài này được Lintner miêu tả khoa học đầu tiên năm 1895.